# Стшегув (Любуське воєводство)
Стшегув (пол. Strzegów, нім. Strega) — село в Польщі, у гміні Губін Кросненського повіту Любуського воєводства.
Населення — 282 особи (2011).
У 1975-1998 роках село належало до Зеленогурського воєводства.

## Демографія
Демографічна структура станом на 31 березня 2011 року:
|          | Загалом | Допрацездатний вік | Працездатний вік | Постпрацездатний вік |
| -------- | ------- | ------------------ | ---------------- | -------------------- |
| Чоловіки | 135     | 17                 | 103              | 15                   |
| Жінки    | 147     | 30                 | 91               | 26                   |
| Разом    | 282     | 47                 | 194              | 41                   |